# Кагарлик (річка)
Кагарли́к — річка в Україні, що протікає у межах Новоукраїнського та Голованівського районів Кіровоградської області. Ліва притока Синюхи (басейн Південного Бугу).

## Розташування
Витоки розташовані на південний захід від села Олександрівки. Річка тече на захід і (частково) північний захід, у нижній течії — на південний захід. Впадає до Синюхи в межах села Солдатського.

## Опис
Довжина річки 45 км, площа басейну 352 км². Долина завширшки до 2 км, завглибшки до 50 м, на окремих ділянках V-подібна. Пересічна ширина заплави 100 м. Річище звивисте, у пониззі замулене, його пересічна ширина 2 м. Похил річки 1,6 м/км. Стік частково зарегульований ставками. Води річки використовуються для потреб сільського господарства, в основному для зрошення полів.

## Етимологія назви
Назва утворена за допомогою суфікса -лик у відносному значенні від османського kagar «зеленіти, робитися зеленим, синім», в основі якого д.-тюрк kagar «Робиться синім, блакитним», і є калькою слов'янського гідроніма Синіє Вода, Синюха.

## Цікаві факти
Річка колись слугувала природним кордоном Нової Сербії.